# Iskra (priimek)
Iskra je priimek v Sloveniji, ki ga je po podatkih Statističnega urada Republike Slovenije na dan 1. januarja 2010 uporabljalo 654 oseb.

## Pomembni nosilci priimka
- Alenka Iskra (*1961), menedžerka, socialna podjetnica, političarka
- Ana Pokrajac Iskra, umetnostna zgodovinarka, muzejska kustosinja
- Andrej Iskra, viš.pred.dr. NTF - grafična tehnologija - 3-D modeliranje
- Anja Iskra, umetnostna zgodovinarka
- Anton Iskra, urednik slovenskih oddaj Radia Vatikan 1950-67
- Boris Iskra (1944-2024), narodni delavec v Italiji, politik
- Cene (Vinko) Iskra (1922-2003), generalni dir. "Kompasa" 1952-62, dir. direkcije objektov za potrebe splošne javne reprezentance v Bgd
- Jernej Iskra (*196#?), kemik, univ. prof.
- Karol Iskra, policist
- Miran Iskra, geolog
- Rezika Iskra (*1945), pedagoginja, strok. za dvojezični pouk na avstrijskem Koroškem
- Roman Iskra, hokejist
- Stane Iskra, pionir karateja na Slovenskem (Krško)
- Toni Iskra, harmonikar (Hišni ansambel Avsenik)
- Zdenko Iskra (*1953), nogometaš